# Susan Peters
Susan Peters (roj Suzanne Carnahan), ameriška filmska in gledališka igralka, * 3. julij 1921, Spokane, Washington, † 23. oktober 1952, Visalia, Kalifornija.

## Življenje in delo
Susan je sprva živela s svojo ovdovelo materjo v Portlandu, kasneje pa se je preselila v Los Angeles. Po končani srednji šoli je pri avstrijskem gledališkem režiserju, Maxu Reinhartu študirala igro, kmalu pa je podpisala prvo pogodbo z Warner Bros. Pictures, kjer je ostala do leta 1942. Nastopila je v nekaj manjših vlogah, med katerimi je najpomembnejša stranska vloga v film noir The Big Shot, v katerem je nastopila skupaj s Humphreyem Bogartom in Richardom Travisom. Po izidu filma ji Warner Bros. ni podaljšal pogodbe.
Leta 1942, je dobila stransko vlogo v filmu Tish, s katero si je zagotovila pogodbo z Metro-Goldwyn-Mayer (MGM). Istega leta je nastopila v drami Random Harvest, ki jo je režiral Mervyn LeRoy. Nastop ji je prinesel nominacijo za oskarja za najboljšo žensko stransko vlogo in jo dokončno umestil med zaželene igralke. V letih, ki so sledila, je Petersova nastopila v več glavnih vlogah MGM-ove produkcije.
1. januarja 1945 je utrpela poškodbo hrbtenjače, ko jo je po nesreči zadela krogla iz strelnega orožja. V nesreči je postala paraplegik in je do konca življenja ostala na invalidskem vozičku. Kljub temu ni opustila igralstva in se je vrnila k filmu. V filmu z naslovom The Sign of the Ram (1948) je igrala zločinko na invalidksem vozičku. Leta 1949 se je preselila v gledališče, njena prva vloga pa je bila vloga Laure Wingfield v uspešni produkciji Tennessee Williamsove The Glass Menagerie. Williams je scenarij prilagodil tako, da je Susan lahko vlogo odigrala v vozičku. Kljub relativno uspešnemu nadaljevanju kariere je bila Susan Peters leta 1952 diagnosticirana klinična depresija. K temu je v veliki meri pripomogel tudi propad njenega zakona z Richardom Quinejem v letu 1948. Konec leta 1952 je začela namerno stradati, kar je privedlo h kroničnemu vnetju ledvic in pljučnici. Zaradi teh zapletov je še isto leto umrla, stara 31 let.

## Filmografija
| Leto | Naslov                                    | Vloga                         | Opombe                                                   | Ref.  |
| ---- | ----------------------------------------- | ----------------------------- | -------------------------------------------------------- | ----- |
| 1940 | Susan and God                             | Gostja na zabavi              | Brez omembe                                              | [ 2 ] |
| 1940 | River's End                               |                               | brez omembe                                              | [ 3 ] |
| 1940 | Sockaroo                                  | College Coed                  | kot Suzanne Carnahan                                     | [ 3 ] |
| 1940 | The Man Who Talked Too Much               |                               | Brez omembe                                              | [ 4 ] |
| 1940 | Young America Flies                       | Ena od Jackovih deklet        | Brez omembe                                              | [ 5 ] |
| 1940 | Money and the Woman                       | Depositor                     | Brez omembe                                              | [ 3 ] |
| 1940 | Santa Fe Trail                            | Charlotte Davis               | Kot Suzanne Carnahan                                     | [ 4 ] |
| 1941 | The Strawberry Blonde                     | Dekle                         | Brez omembe                                              | [ 4 ] |
| 1941 | Here Comes Happiness                      | Miss Brown                    | Brez omembe                                              | [ 4 ] |
| 1941 | Meet John Doe                             | Lovka na avtograme            | Brez omembe                                              | [ 4 ] |
| 1941 | Scattergood Pulls the Strings             | Ruth Savage                   |                                                          | [ 4 ] |
| 1941 | Three Sons o' Guns                        | Mary Tyler                    |                                                          | [ 4 ] |
| 1942 | A New Romance of Celluloid: Personalities | Herself                       | MGM promotional short film                               | [ 6 ] |
| 1942 | The Big Shot                              | Ruth Carter                   |                                                          | [ 4 ] |
| 1942 | Tish                                      | Cora Edwards Bowzer           |                                                          | [ 4 ] |
| 1942 | Dr. Gillespie's New Assistant             | Mrs. Howard Allwinn Young     |                                                          | [ 4 ] |
| 1942 | Random Harvest                            | Kitty                         |                                                          | [ 4 ] |
| 1942 | Andy Hardy's Double Life                  | Sue, Wainwright Coed on Train |                                                          | [ 4 ] |
| 1943 | Assignment in Brittany                    | Anne Pinot                    |                                                          | [ 4 ] |
| 1943 | Young Ideas                               | Susan Evans                   |                                                          | [ 4 ] |
| 1944 | Song of Russia                            | Nadya Stepanova               |                                                          | [ 4 ] |
| 1945 | Keep Your Powder Dry                      | Ann "Annie" Darrison          |                                                          | [ 4 ] |
| 1945 | The Outward Room                          |                               | Nedokončan projekt                                       | [ 7 ] |
| 1948 | The Sign of the Ram                       | Leah St. Aubyn                |                                                          | [ 4 ] |
| 1951 | Miss Susan                                | Susan Martin                  | Televizijska serija; preimenovano v Martinsville, U.S.A. | [ 8 ] |

## Gledališke vloge
| Leto | Naslov                         | Vloga                      | Opombe                                                            | Ref.   |
| ---- | ------------------------------ | -------------------------- | ----------------------------------------------------------------- | ------ |
| 1949 | The Glass Menagerie            | Laura Wingfield            | Lokalna produkcija; prva uprozoritev v kraju Norwich, Connecticut | [ 9 ]  |
| 1950 | The Barretts of Wimpole Street | Elizabeth Barrett Browning | Lokalna produkcija                                                | [ 10 ] |

## Priznanja
| Leto | Nagrada                    | Naslov nominacije | Kategorija                               | Uspeh       | Ref.   |
| ---- | -------------------------- | ----------------- | ---------------------------------------- | ----------- | ------ |
| 1942 | Oskar                      | Random Harvest    | Oskar za najboljšo žensko stransko vlogo | nominiran/a | [ 11 ] |
| 1942 | National Board of Review   | Random Harvest    | Najboljša igralka                        | Osvojil/a   | [ 12 ] |
| 1960 | Hollywoodska aleja slavnih | N/A               | Zvezda – Film                            | Podeljena   | [ 13 ] |